# VG21 News
VG21 News è il telegiornale e notiziario dell'emittente nazionale Canale 21 in onda dal 1979. Trasmette dal centro di produzione di Canale 21 di Via Antiniana ad Agnano e attualmente in Via Sommacampagna 29 a Roma.

## Storia
VG21 News nasce nel 1979 con il nome di Video Giornale.
Verso la metà degli anni '80 la testata subisce un restyling e viene cambiato il nome. Per timore che qualche altra emittente possa impossessarsi dell'appellativo, la rete decide di rinominare la testata VG21 News. 
Quando vi sono in programma le gare del Napoli, Dal 22 agosto 2021 al 2024 il VG21 subisce variazioni per lasciare posto al programma La Partita del Napoli, condotta da Titti Improta.
Dal 31 ottobre le rubriche di Canale 21 curate dal VG21 tornano ad essere in onda nelle edizioni delle 14:00, 19:30, e 23:00, ma solo di domenica.
Dal 19 dicembre 2021 al 2023, esclusivamente in Campania, l'edizione dell'anteprima ha particolare di essere l'unica edizione condotta in piedi.
Il 4 settembre 2023, la sigla, la grafica e il logo vengono rinnovati, mentre lo studio rimane invariato, mentre il 30 settembre 2024 la sigla viene leggermente rinnovata ma con grafica modificata.
Dal 2024 l'edizione serale e quella della notte va in versione flash (solo nella domenica).
L'attuale direttore è Gianni Ambrosino, in precedenza direttore di Canale 21 e conduttore de L'Ora Legale.

## Conduttori attuali
La lista dei conduttori attuali del VG21 sono:
- Brunella Chiozzini
- Barbara Mustilli
- Nello Mazzone
- Antonio Salamandra
- Cinzia Ugatti
- Peppe Iannicelli
- Margherita Salemme
- Mirta Presta
- Enzo Niola
- Marco Martone
- Titti Improta
- Davide Uccella
- Giovanni Frezzetti

## Edizioni

### Campania
Il videogiornale della versione originale di Canale 21 ha 4 edizioni:
- l'edizione della mattina alle 6:15[1]
- l'edizione del pomeriggio alle 14:00[2]
- l'edizione della sera alle 19:30 circa[3]
- l'edizione della notte alle 23:00 circa[4]

### Lazio
Il videogiornale della versione capitolina di Canale 21 ha invece un'edizione della durata di 28 minuti:
- l'edizione preserale alle 19:00